# كرة الثلج (لعبة)

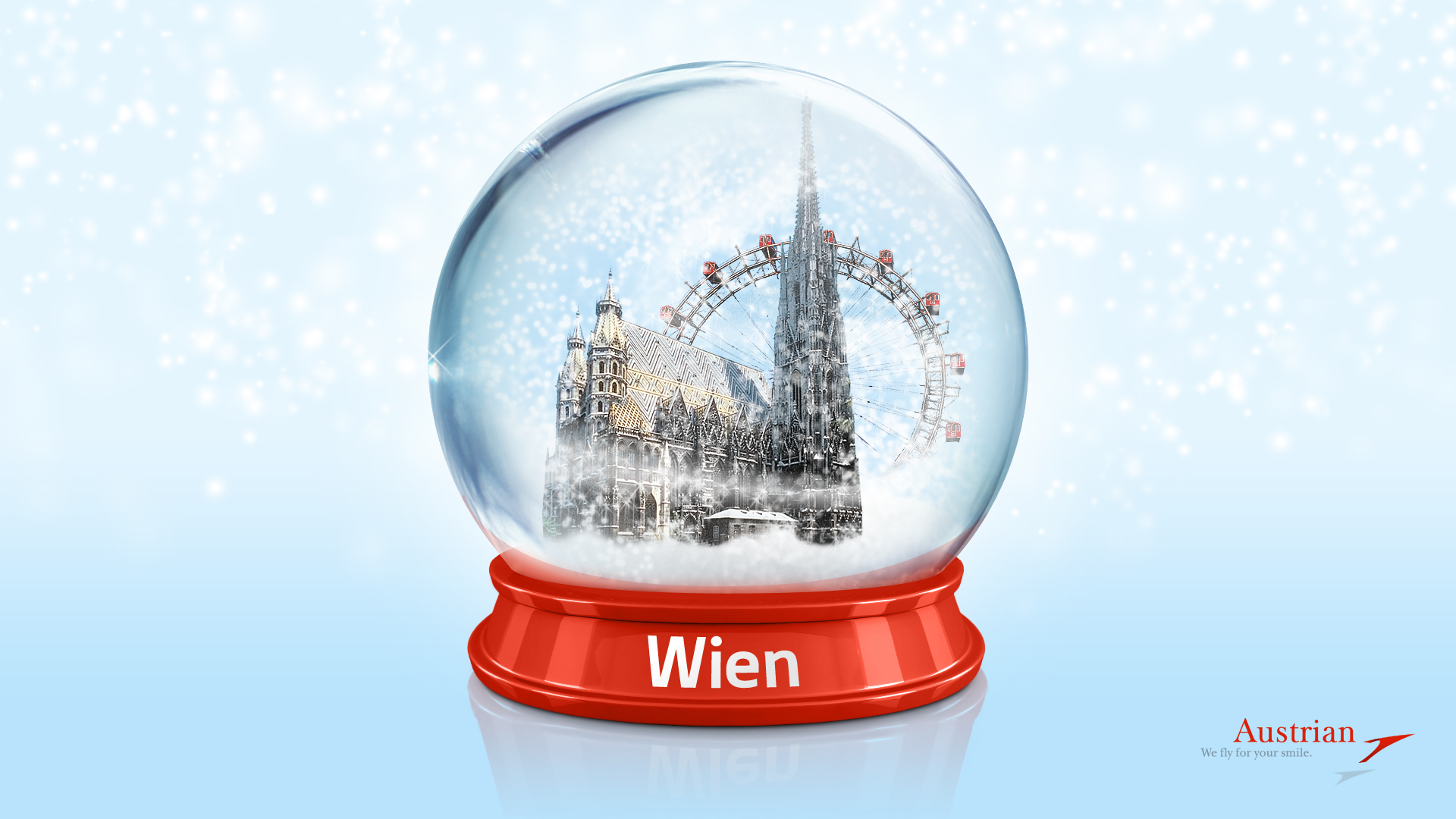
كرة ثلج فينا من الخطوط الجوية النمساوية

كرة الثلج (كما تًسمى ايضاً كرة الماء، عاصفة الثلج، قبة الثلج) كرة شفافة، تُصنع من الزجاج تنطوي على منظر طبيعي منمنم.كما تحتوي الماء.ويستفاد من الماء كوسط لسقوط الثلج.لتحريك الثلج، تُهز الكرة بقوة لتحريك الجسيمات البيضاء ثم تُعاد كرة الثلج إلى موضعها بينما تستمر الجسيمات بالتساقط ببطء خلال الماء.؛ وتُجهز بعض الكرات الثلجية ب صندوق موسيقي، بينما تزين بعض كرات الثلج برسوم حول القاعدة الخارجية للكرة للتزيين.

## التاريخ

كرة ثلج

لايًعرف بالضبط متى ظهرت أول كرة ثلج، لكن على مايبدو ان تاريخ ظهورها يعود إلى اوائل القرن التاسع عشر في فرنسا.حيث ظهرت هناك كبديل ل ثقالة الورق الزجاجية التي راجت قبل سنوات قليلة من ذلك.ظهرت كرة الثلج في (معرض باريس الدولي عام 1878) وبحلول عام 1879 أنتجت خمس شركات على الاقل كرات الثلج وسوقتها عبر أوروبا.
في عام 1889 احتوت كرات الثلج المنتجة في ذلك العام على نموذج برج ايفل الذي بني ذلك العام في باريس.وشاعت كرات الثلج في انكلترا خلال العصر الفكتوري، وفي مطلع العشرينات عبرت كرات الثلج المحيط الأطلسي إلى الولايات المتحدة وشاعت بين الناس هناك، ومعظم هذه الكرات انتاجت بواسطة (اتلس كرستال وورك)الذي امتلك معامل في ألمانيا وأمريكا.
في عقد الخمسينات انتُجت كرات الثلج من البلاستيك.وفي الوقت الحاضر تُنتج كرات الثلج في عدد كبير من الدول حول العالم من ضمنها الصين والولايات المتحدة النمسا...الخ
وتتراوح المناظر الموجودة في كرات الثلج من مواضيع عيد الميلاد التقليدية، شخصيات ديزني، رموز شعبية، حيوانات، شخصيات عسكرية، المناظر التاريخية...الخ.كماستخدمت كرات الثلج في الحملات الانتخابية الأمريكية.

## المحتويات

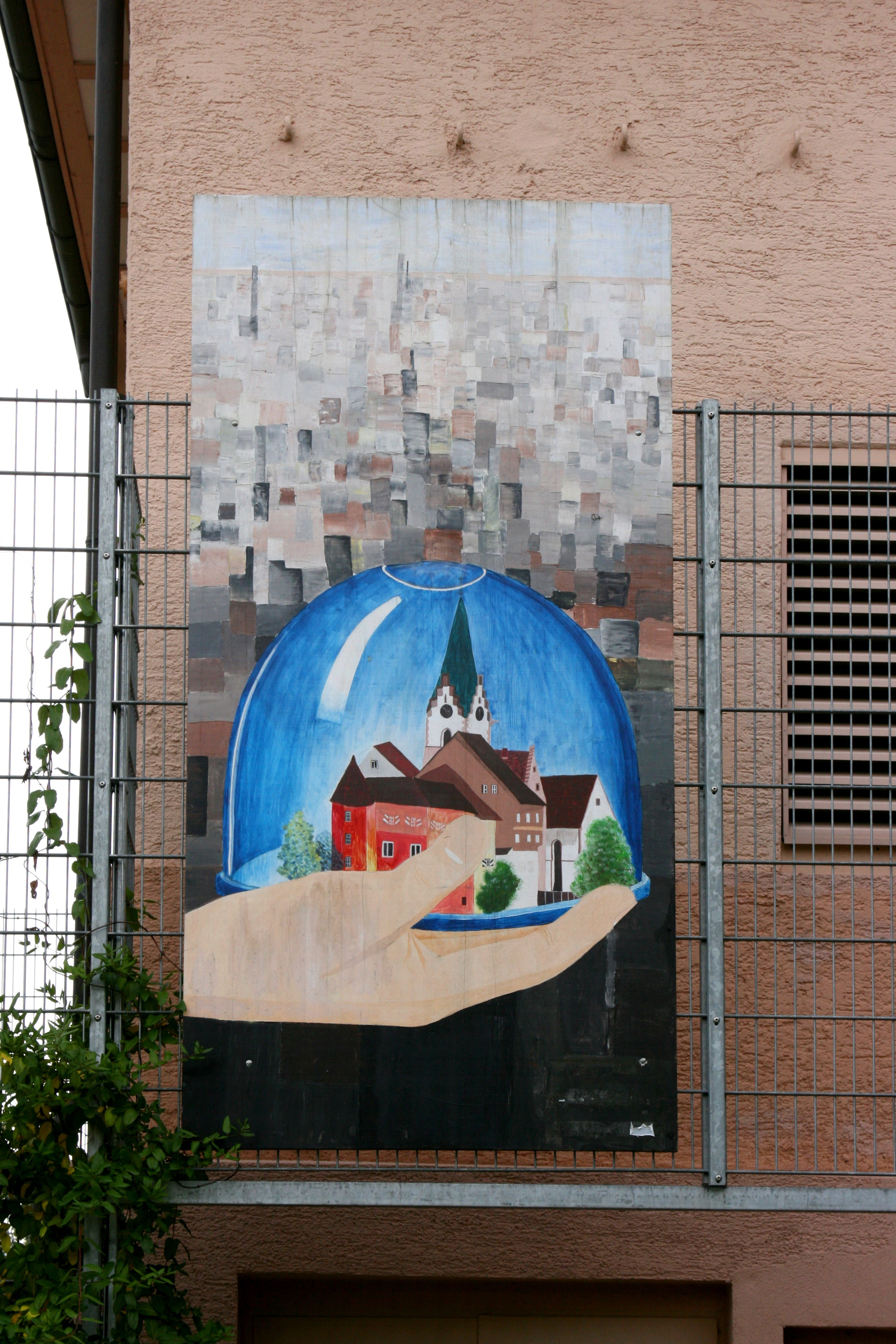
لوحة جدارية لكرة الثلج

تتألف كرة الثلج اساساً من قبة مصنوعة من الزجاج الرصاصي الثقيل تحتوي على مجسم مصنوع من السيراميك أو رسم فني موضوعة على قاعدة من السيراميك الأسود، وتملأ الكرة بالماء ثم تغلق باحكام.
يُصنع (الثلج) من مواد متنوعة مثل: رقائق العظام، قطع البورسلين، رمل أو نشارة خشب.ومع تطور الكرات أصبح الزجاج ارفع والقاعدة اخف، كما صُنع الثلج من رقاقات ذهبية أو نتف صابون خاص لايذوب بالماء، وعلى الرغم من أنه في هذه الايام تستخدم قطع صغيرة من البلاستيك الأبيض كثلج داخل الكرة لاسباب صحية وللامان.لاحقاً تغير السائل إلى زيت خفيف بدل الماء كما أُستخدم الماء مع مواد مضادة للتجمد مثل (الكليسيرين والجلكول) لأن هاتين المادتين تبطأن تساقط الثلج.

## التزيين
اليوم يمكن لكرة الثلج ان تتضمن صندوق موسيقي، اجزاء متحركة، وحتى محرك كهربائي صغير لتحريك الثلج من دون هز الكرة.كما أضًيفت لبعض نماذج كرات الثلج فتحات في المركز لوضع الصور.كما تُستخدم الكرات الثلجية في الفنون الجميلة.

## الأشارات الثقافية
تُستخدم كرات الثلج في الافلام الحديثة والادب كرمز للطفولة والبرأة أو كما تسمى «الايام السعيدة».كما تُستخدم في بعض الاحيان مع الفكاهة السوداء أو لأثارة مشاهد مخيفة.

## أقرأ ايضاً
- ثقالة الورق